# Paul Gerhart Vowe
Paul Gerhart Vowe (* 16. Mai 1874 in Elberfeld (heute Stadtteil von Wuppertal); † 5. November 1937 in Wehrau, Schlesien) war ein deutscher Maler, der die meiste Zeit seines Lebens in Berlin verbracht hat.

Selbstportrait von Paul Gerhart Vowe (Privatbesitz), Öl auf Leinwand

## Werdegang
Vowe studierte seit 1895 an der Berliner Akademie der Künste als Meisterschüler von Max Koner und Anton von Werner und wechselte später an die Münchner Akademie (als Meisterschüler von Carl von Marr). Er genoss sowohl in der Kaiserzeit wie auch der Weimarer Republik gesellschaftliche Anerkennung als Porträt- und Landschaftsmaler. Im Ersten Weltkrieg diente er als Hauptmann in den Vogesen und Rumänien. Nach dem Krieg war er freier Maler in Berlin. Von ca. 1933 bis zu seinem Tod 1937 lebte er in Klitschdorf, Landkreis Bunzlau, Schlesien.

Frau mit Hund (Privatbesitz), Öl auf Leinwand

Dirigent Wilhelm Furtwängler (Privatbesitz), Öl auf Leinwand

## Schaffen und Werke
Paul Gerhart Vowe war ein deutscher Maler aus der Zeit vor und nach dem Ersten Weltkrieg, dessen Werke von den Stilrichtungen Realismus und Impressionismus geprägt sind. Als Schüler von Anton von Werner hatte er zunächst eine Vielzahl von Aufträgen für repräsentative Darstellungen historischer Ereignisse, wie Bildnisse der Kaiser Wilhelm I. und Wilhelm II. in Offizierskasinos oder ein monumentales, 6 × 4 Meter großes Gemälde, welches die Eröffnung des Rathauses Elberfeld in Gegenwart von Kaiser Wilhelm II. darstellte. Später war er Porträtmaler im Auftrag einer Vielzahl von bekannten Persönlichkeiten der damaligen Zeit. Vor dem Ersten Weltkrieg porträtierte er unter anderem den Komponisten Richard Strauss sowie Fürst Bernhard von Bülow und den Großherzog Friedrich II. von Baden. Zur Zeit der Weimarer Republik fertigte er z. B. ein Porträt des Dirigenten Wilhelm Furtwängler (Abb.) an. Im Gegensatz zu den meist realistischen, dem akademischen Stil folgenden Darstellungsformen der Porträts, sind seine Landschafts- und Blumenbilder, die Aktstücke sowie die Darstellung von Alltagsszenen mehr dem deutschen Impressionismus verbunden und betonen den Einfluss von Licht, Farben und dem inneren Erleben. Vowe malte immer wieder Kinder, so existieren eine Vielzahl von Kinderportraits wie der Junge mit Apfel oder Die Badenden. Das bekannteste ist die Lithographie Ludwig van Beethoven in jungen Jahren welche im Beethoven-Haus Bonn ausgestellt ist. Aus der Zeit als Offizier im Ersten Weltkrieg stammen Zeichnungen mit Kriegsszenen, aber auch Porträts. In seinen Landschaftsbildern werden oft Landschaften rund um Berlin, die Nordseeküste und später auch das Riesengebirges und Schlesiens dargestellt.

Schneekoppe (Privatbesitz), Öl auf Leinwand

## Auszeichnungen
- Adolph-Menzel-Preis 1899/1900.